# 八田牧
八田牧（はったのまき）は、甲斐国巨摩郡の牧。現在の山梨県南アルプス市上八田付近に所在。なお、本項では八田牧の後身として成立したと考えられている荘園である八田荘（はったのしょう）についても記述する。

## 八田牧の立地と歴史

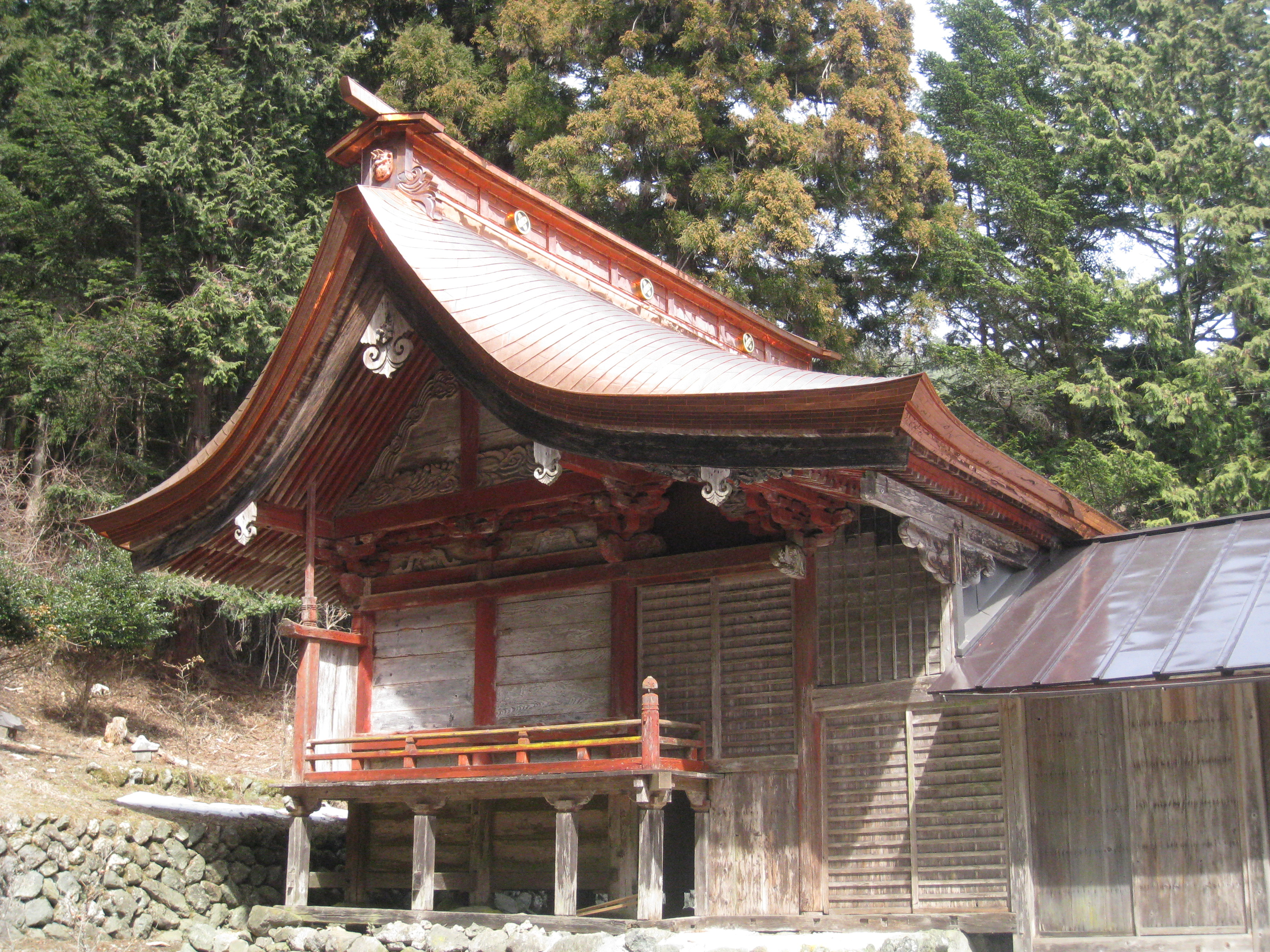
高尾の穂見神社

所在する南アルプス市上八田は甲府盆地西部に位置し、釜無川・御勅使川扇状地上に立地する。一帯は古くから水害が及んだ地域で開発は遅れ、「八田」の地名は開墾地を意味する「墾田（はりた）」に由来すると考えられている。古代の律令制下では巨摩郡に比定され、近在には平安時代の集落遺跡である百々遺跡があり、ウマ・ウシの動物遺体が出土していることも注目される。
甲斐国では、古代に『延喜式』に記される甲斐の三御牧（穂坂牧・真衣野牧・柏前牧）が設置され、朝廷に貢馬を行っていた。八田牧は史料上は「御牧」と記されているが、朝廷に貢馬を行う公的な御牧ではなかったと考えられている。
平安時代後期から鎌倉時代には甲府盆地各地で荘園・牧が立荘されるが、八田牧に関する唯一の史料は南アルプス市高尾の穂見神社に伝来する天福元年（1233年）の御正体の銘文で、「甲斐国八田御牧北鷹尾」と記されている。「鷹尾」は穂見神社が所在する高尾の地を指すと考えられており、八田牧は櫛形山東北麓にあたる釜無川右岸地域に存在したと考えられている。
『続日本後紀』承和2年（835年）4月2日条に拠れば、この年に桓武天皇の皇子葛原親王は「巨摩郡馬相野の空閑地500町」を甲斐巨摩郡の御勅使川扇状地に求め、八田牧はこの後身であると考えられている。「馬相野」の地について、江戸時代後期に成立した『甲斐国志』では、現在の南アルプス市の「駒場」「有野」の地名を牧の遺名としているが、「馬相野」の地を北巨摩郡に求める説もある。
八田牧の在地領主については、『吾妻鏡』治承4年（1180年）8月25日条に、駿河へ向かう甲斐源氏の安田義定の軍勢のなかに見られる工藤景光・行光親子の存在が注目される。甲斐工藤氏が甲斐において領していた地は不詳であるが、『国志』では『曽我物語』を根拠に甲斐工藤氏が芦倉（南アルプス市芦安）・奈良田（早川町）を領していたとする伝承を紹介しており、甲斐工藤氏の支配が八田牧まで及んでいた可能性が考えられている。

## 八田荘

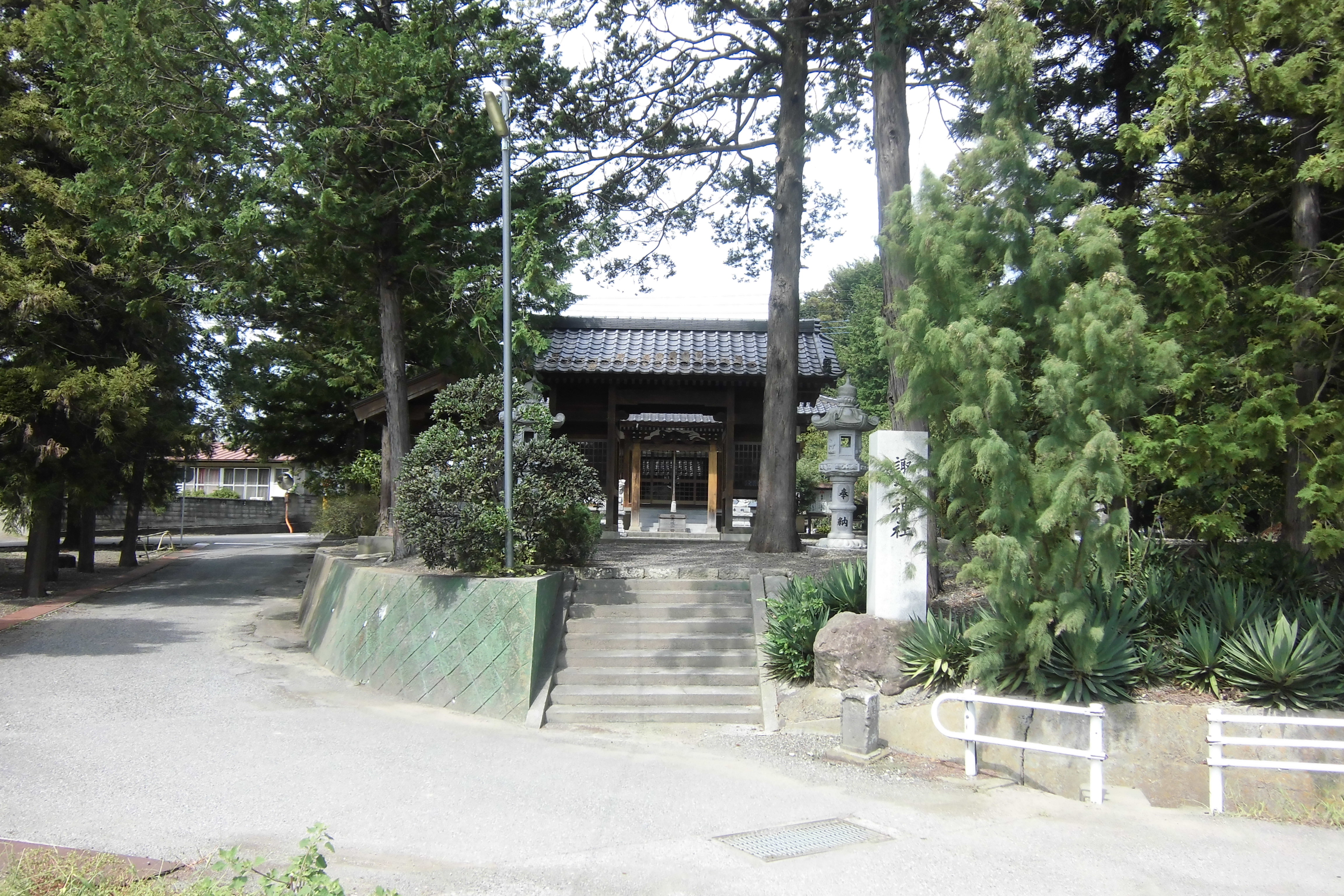
郷鎮守の諏訪神社（南アルプス市上八田）

八田牧の後身として南アルプス市野牛島付近に立荘された八田荘がある。荘域は北部を甘利荘に、南部を小笠原荘に接する。八田荘は石造西（塞）の神刻銘にみられるのを唯一の所見とする。
これは戦国期の天文13年（1544年）に野牛島村によって建立された板碑で、甲斐・列島規模で荘園が解体し郷村が成立した戦国期においても郷村住民が自らの村がかつての荘園の荘域に包括されていた意識を示す事例として注目されている。
八田荘の中核地域とされる南アルプス市上八田には郷鎮守である諏訪神社が鎮座する。近世には上八田・野牛島・徳永の三ヶ村の鎮守となり、共同で執行される祭礼が行われていたと考えられている。